# Chencho Gyeltshen
Chencho Gyeltshen (distrito de Paro, Bután; 10 de mayo de 1996) es un futbolista Butanés que juega en la posición de delantero y que actualmente milita en el PSKC Cimahi de la Liga 2 de Indonesia. Es internacional con la Selección de Bután, de la cual es capitán y jugador con más más goles y partidos disputados del seleccionado.

## Carrera

### Club
| Periodo   | Club                       |
| --------- | -------------------------- |
| 2008–2014 | Yeedzin FC                 |
| 2014      | Druk United FC             |
| 2015      | Thimphu FC                 |
| 2015–2016 | Buriram United             |
| 2015      | → Surin City FC (cedido)   |
| 2016      | Satun United FC            |
| 2016      | Thimphu FC                 |
| 2016      | FC Terton                  |
| 2016      | Chittagong Abahani Limited |
| 2017      | Thimphu City FC            |
| 2017–2018 | Minerva Punjab FC          |
| 2018–2019 | Bengaluru FC               |
| 2019      | → NEROCA FC (cedido)       |
| 2020–2021 | RoundGlass Punjab FC       |
| 2021–2022 | Kerala Blasters            |
| 2022–     | Paro FC                    |

### Selección nacional
Debutó con Bután el 19 de marzo de 2011 en un partido amistoso ante Nepal. Jugó en la primera victoria de Bután en la clasificación para la Copa Mundial de Fútbol al vencer por 1-0 a Sri Lanka rumbo al mundial de Rusia 2018. Anotó los dos goles en la victoria en el partido de vuelta en Thimphu en la histórica clasificación a la segunda ronda eliminatoria.
Actualmente es el jugador con más apariciones y más goles con la selección nacional.

## Logros

### Club
Minerva Punjab
- I-League: 2017–18

Bengaluru FC
- Indian Super League: 2018–19

### Individual
- Bota de Oro de la Bhutan National League: 2016[6]
- Bota de Oro y Mejor Delantero de la I-League: 2017–18